# Кладбище советских солдат (Пётркув-Трыбунальски)
Кладбище советских солдат (пол. Cmentarz Żołnierzy Radzieckich) — кладбище, находящееся на улице Раковской в городе Пётркув-Трыбунальский, Лодзинское воеводство, Польша.

## История
Кладбище было основано в 1967 году по проекту польских архитекторов Станислава Жалобного и Михала Галкевича. Кладбище расположено на месте, где были захоронены советские военнопленные, погибшие в лагерях для военнопленных 237 и 267/z. По оценкам, на этом месте было похоронено от 4 до 7 тысяч военнопленных, которые погибли в лагерях от голода и инфекционных болезней.
В настоящее время на кладбище находятся 252 братские могилы, в которых захоронены останки эксгумированных 1137 советских воинов 3 гвардейской армии, 4 и 13 Гвардейских Танковых Армий, погибших в 1945 году при освобождении города Пётркув-Трыбунальского и на полях сражений на территории Пётркувского, Радомщанского и Велюньского повятов. Эти солдаты были похоронены в городском парке на площади Костюшко. В 1967 году останки советских воинов были перенесены на современное кладбище. Имена 220 погибших воинов известны. Список этих воинов находится в городском управлении. 
В центре кладбища располагается памятник советским воинам, на котором находится надпись на польском и русском языках: «Cześć ich pamięci», «В честь их памяти».